# Mường Hung
Mường Hung là một xã thuộc huyện Sông Mã, tỉnh Sơn La, Việt Nam.

## Địa lý
Xã Mường Hung có diện tích 92,96 km², dân số năm 1999 là 5.473 người, mật độ dân số đạt 59 người/km².

## Kinh tế

### Thủy điện Mường Hung
Thủy điện Mường Hung xây dựng trên dòng chính sông Mã tại vùng đất bản Khún xã Mường Hung và bản Nhạp xã Chiềng Cang. Thủy điện Mường Hung có công suất lắp máy 24 MW với 2 tổ máy, sản lượng trên 93 triệu kWh/năm, khởi công tháng 1/2017 hoàn thành tháng 2/2019. 20°58′50″B 103°49′04″Đ / 20,980501°B 103,817656°Đ
Thủy điện Mường Hung là loại có cột nước thấp, ít tác động môi trường và biến đổi cảnh quan, tạo ra một hồ nước rộng nhưng ít xâm hại rừng.